# Bosbury
Bosbury est une paroisse civile et un village du Herefordshire, en Angleterre. Bobsbury et le village voisin de Coddington ont un conseil de paroisse commun.